# Battaglia di Valvasone (1797)
La battaglia di Valvasone (o battaglia del Tagliamento) si svolge il 16 marzo 1797. L'armata della Prima Repubblica francese, guidata da Napoleone Bonaparte e da poco rinforzata dalla divisione del generale Bernadotte appena arrivata dall'Alsazia, guada il Tagliamento nei pressi di Valvasone e sconfigge le truppe asburgiche comandate dall'arciduca Carlo d'Asburgo-Teschen.

## Preludio
Per contrastare i francesi dopo la caduta di Mantova (2 febbraio 1797), Francesco II d'Austria richiama dalla Germania (fronte del Reno) all'Italia l'arciduca Carlo d'Asburgo-Teschen, giovane (26 anni) e valido generale, con l'intento di bloccare l'avanzata francese verso l'Austria. L'arciduca pone il suo quartier generale a Udine e cerca subito di riorganizzare le truppe stanziate in Italia integrandole con veterani provenienti dal Reno e nuove reclute. Il suo schieramento si sviluppa dal Trentino (direttrice Cles-Mezzolombardo-Cembra), a protezione di Bolzano e del passo del Brennero, a Feltre e sinistra Piave, tenendo il grosso delle forze dietro il Tagliamento, in Friuli. Tale schieramento evidenzia l'intento dell'arciduca di frapporre un massiccio ostacolo all'eventuale tentativo francese di risalire le valli che portano al passo di Tarvisio, oltre il quale si aprirebbe la porta per Vienna.
Bonaparte, vista la presa di Mantova e scongiurata negli stessi giorni ogni possibile minaccia da sud con il successo di Victor a Faenza sulle truppe pontificie, decide di avviare un'offensiva diretta al Piave e quindi al Tagliamento, con obiettivi il passo di Tarvisio e l'occupazione del Friuli e della Venezia Giulia. A tal fine ordina al generale Joubert di restare sulla difensiva in Trentino (estrema ala sinistra francese), al generale Massena di puntare a nord con la sua divisione, verso l'alto Piave (primo obiettivo Feltre quindi il Cadore). Personalmente dirige verso est il grosso delle forze (divisioni Bernadotte, Serurier e Guieu).
Il 10 marzo Massena parte da Bassano verso Feltre mentre Bonaparte, superato il Piave e scompaginata una debole avanguardia asburgica in pochi giorni transita per Sacile, Pordenone e Casarsa della Delizia per giungere al guado del Tagliamento, a sud di Valvasone. Nel frattempo Massena risale il Piave combattendo e sbaraglia gli asburgici a Longarone (14 marzo) ma, causa l'impraticabilità delle strade innevate, deve fermare la sua avanzata a Pieve di Cadore e ridiscendere il fiume per ricongiungersi al resto dell'armata in Friuli

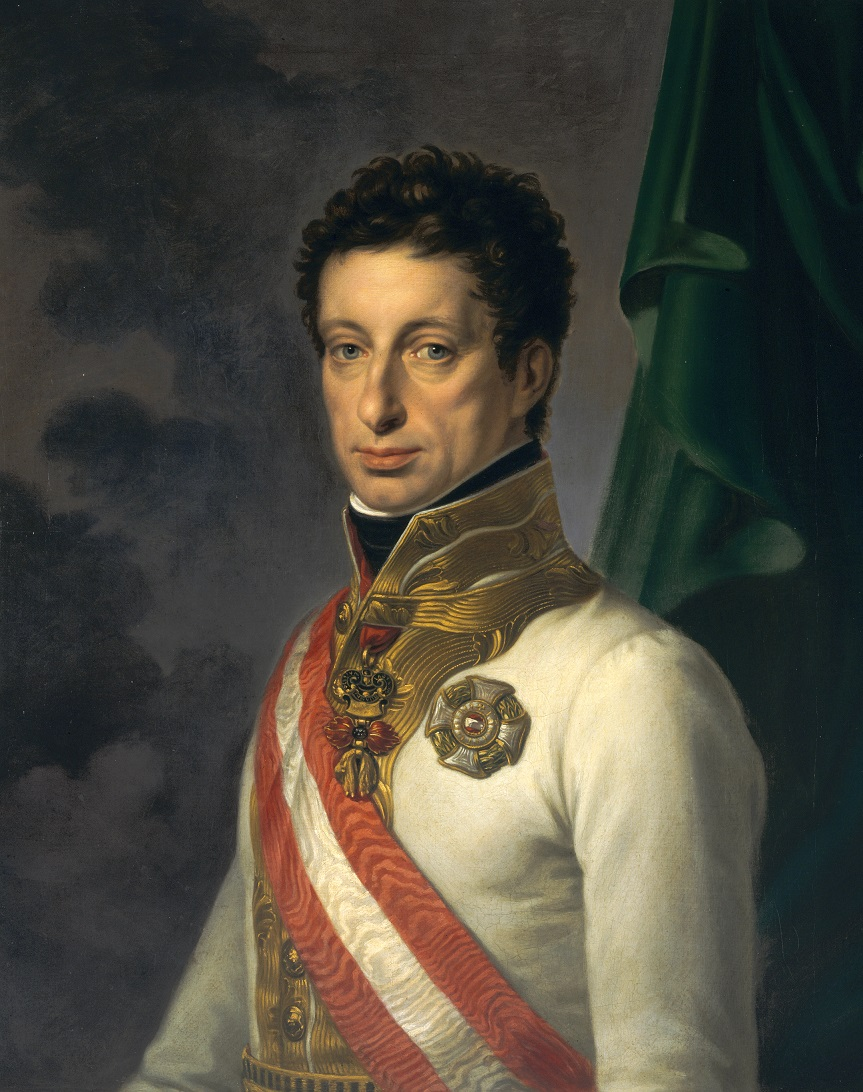
Carlo d'Asburgo-Teschen

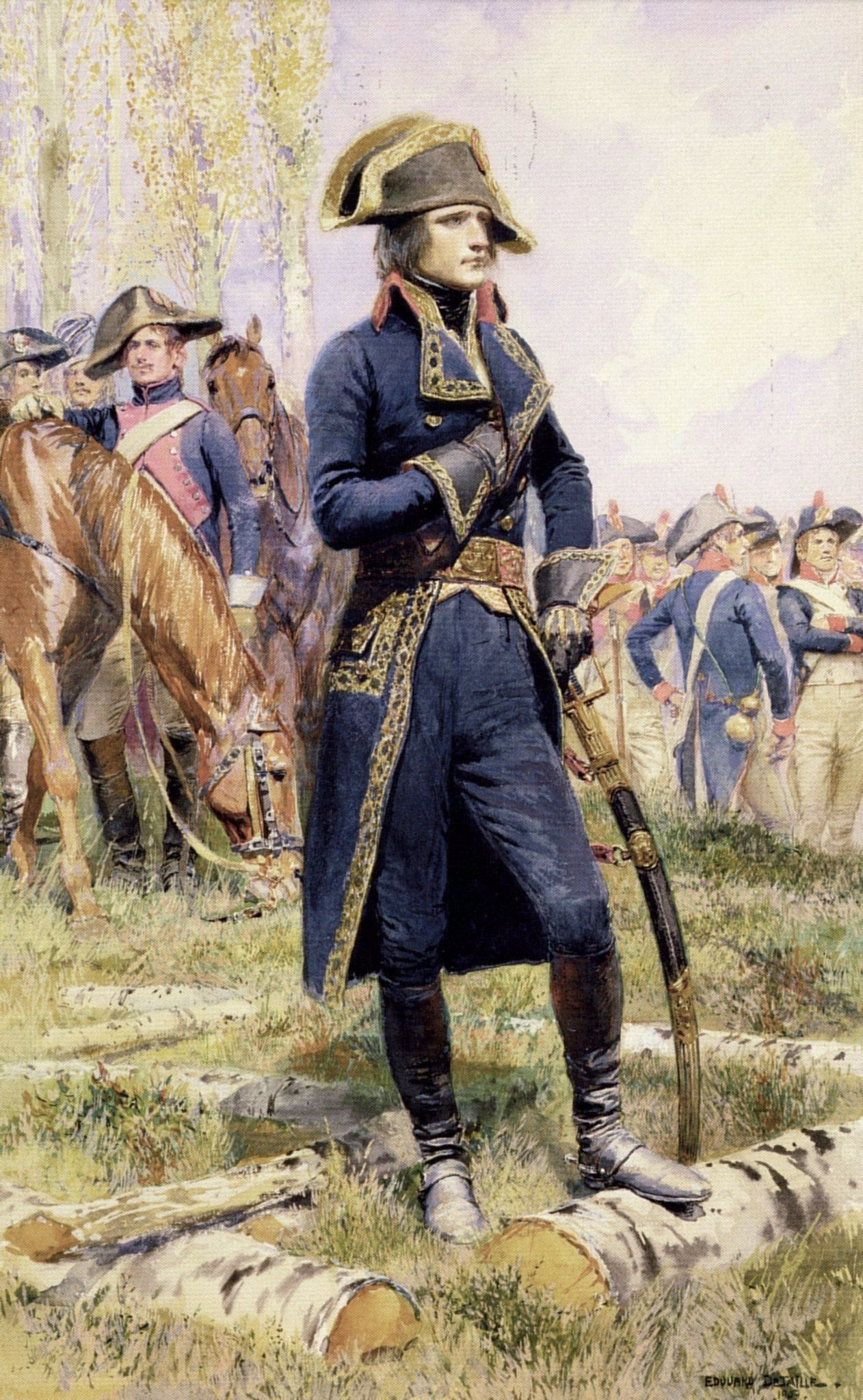
Bonaparte nella I Campagna d'Italia

.

## La battaglia
Il 16 marzo 1797 le forze asburgiche, la cui retroguardia è trincerata sulla riva sinistra del Tagliamento, fra Turrida di Sedegliano e Biauzzo di Codroipo ("Bivio Coseat"), sono pronte a ricevere l'assalto. Bonaparte, sulla sponda opposta del fiume, vuole approfittare subito del basso livello delle acque (circa un metro), causa la scarsità di pioggia nell'ultimo periodo, per tentare il guado a sud-est di Valvasone. Dopo un intenso fuoco di artiglieria ordina al generale Guieu di passare a destra del nemico ed al generale Bernadotte a sinistra. Le truppe francesi iniziano quindi ad avanzare su una linea compatta di circa 3 500 metri, dove si alternano fanti e cavalleggeri perfettamente inquadrati. Il guado non si presenta particolarmente difficile anche se alcuni soldati di bassa statura sono sbilianciati dalla corrente. Alcuni di loro, presi dal panico, sono salvati da Bernadotte, molto alto e per questo soprannominato "belle gambe". L'esecuzione della manovra è molto veloce e gli asburgici non riescono a respingere i francesi, arrivati in ordine sulla sponda opposta.
L'arciduca invia quindi la cavalleria a contrattaccare gli uomini di Bernadotte ma è respinta da quella francese comandata da Dugua e Kellermann, che nella mischia resta ferito da diversi colpi di sciabola. I francesi sfondano e sono presto padroni del campo. Nello scontro, fra morti e feriti, i francesi perdono 500 uomini, gli asburgici 700, fra morti, feriti e prigionieri, oltre a sei cannoni. Approfittando della notte, gli asburgici superstiti si ritirano verso Udine e Palmanova.

## Conseguenze
Le strade che dalla vicina Codroipo dipartono verso nord (Gemona del Friuli), nord-est (Udine) e sud-est Palmanova) sono ora sotto controllo francese.
Il 18 marzo Bonaparte ordina alla divisione di Massena di puntare a nord verso Tarvisio, seguendo il corso del Tagliamento e quindi del Fella. Con le altre divisioni Bonaparte si dirige a est, verso Palmanova e Gorizia.
Il 19 marzo Bernadotte isola una colonna austriaca e la costringe alla resa a Gradisca d'Isonzo. Il 21 marzo anche la divisione di Guieu è destinata a Tarvisio, tramite la valle del Natisone, Caporetto, alta valle Isonzo, Plezzo e il passo del Predil. Il 24 marzo le divisioni di Massena e Guieu sconfiggono gli asburgici a Tarvisio (Battaglia di Tarvisio). La strada per Villaco è aperta e Bonaparte, lasciata la divisione di Bernadotte a presidio del fronte isontino, ordina anche alla divisione di Chabot, che aveva sostituito il generale Serurier alle prese con una ricaduta di malaria, di muovere da Gorizia, risalire la valle dell'Isonzo e raggiungere Tarvisio da Plezzo e il passo del Predil, per poi congiungersi al resto delle forze francesi in Carinzia. Le retrovie in Friuli e nei territori della Repubblica di Venezia saranno presidiate dalla divisione di Victor in rientro dallo Stato Pontificio. Contemporaneamente ordina a Joubert di passare all'offensiva sul passo del Brennero, con lo scopo di transitare per la valle della Drava e congiungersi a Klagenfurt al resto dell'armata che arriverà da Tarvisio. Il 30 marzo Bonaparte arriva a Klagenfurt in coda alla divisione Chabot, unitasi il giorno prima alle truppe di Massena e Guieu. Subito dopo iniziano primi contatti con gli asburgici per un possibile accordo di pace. Il 5 aprile si completa l'unione delle divisioni francesi con l'arrivo di Joubert, che segnala la presenza di rivolte in tutto il Tirolo contro i presidi francesi. Bonaparte, già preoccupato dall'allungamento delle sue linee di rifornimento, ritenendo insufficienti le forze a disposizione per attaccare Vienna e non ricevendo risposte da Parigi alle sue ripetute richieste di rinforzi, affretta le trattative per un accordo di pace, pur continuando ad avanzare. Quando l'armata francese è a circa 160 km da Vienna i contendenti iniziano serie trattative per cessare le ostilità ed il 18 aprile sottoscrivono un formale accordo (Armistizio di Leoben), preliminare del trattato di pace che sarà poi firmato il 17 ottobre 1797 a Campoformio (oggi Campoformido), a metà strada fra Udine e Codroipo.